# Portage Creek
Portage Creek est une census-designated place d'Alaska aux États-Unis dans la région de recensement de Dillingham. En 2010, il y avait 2 habitants.

## Situation - climat
Elle est située au confluent de Portage Creek, un affluent du fleuve Nushagak à 47 km au sud-est de Dillingham.
La moyenne des températures va de −1 °C à 19 °C en juillet et de −18 °C à −1 °C en janvier.

## Histoire
L'endroit était utilisé par le peuple Yupik comme camp d'été. Son nom lui vient de la nécessité de portage pour aller du fleuve Nushagak à la rivière Kvichak, ce qui permettait d'atteindre la baie de Bristol par un chemin plus court.
Le village a été occupé continuellement depuis 1961, une école y a été ouverte en 1963 et en 1964, 11 familles y vivaient. En 1965, un aérodrome d'intérêt local la desservait. Jusqu'en 1980 la communauté est demeurée active, mais depuis, sa population ne cesse de décroître.

## Économie
Les habitants vivent de la pêche. En été seulement, un magasin d'alimentation générale et un hébergement y sont ouverts pour le tourisme.

## Démographie
| 1980 | 1990 | 2000 | 2010 | - | - |
| ---- | ---- | ---- | ---- | - | - |
| 48   | 5    | 36   | 2    | - | - |

## Sources et références
- (en) CIS

- (en) Cet article est partiellement ou en totalité issu de l’article de Wikipédia en anglais intitulé « Portage Creek, Alaska » (voir la liste des auteurs).